# NGC 1827
NGC 1827 este o emission-line galaxy⁠(d) situată în constelația Porumbelul. A fost descoperită în 28 noiembrie 1837 de către John Herschel. Se află la o distanță de 10,14 megaparseci de Pământ.